# Otto Ubbelohde
Otto Ubbelohde (5 janvier 1867 – 8 mai 1922) est un peintre et illustrateur allemand.

## Biographie
Otto Ubbelohde est né et a grandi à Marbourg, où son père était professeur d'université. Il étudie à l'Académie des beaux-arts de Munich où son professeur est Ludwig von Löfftz. À partir de 1900 il vit à Goßfelden.
Il s'est fait connaître en illustrant les Contes de l'enfance et du foyer des frères Grimm. Entre 1906 et 1908 il crée plus de 450 illustrations de contes. Il puise son inspiration de la nature autour de son atelier.
Sa maison a été transformée en musée.

## Galerie

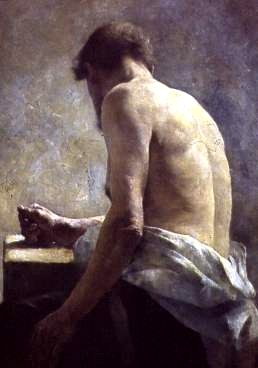
Étude vers 1886
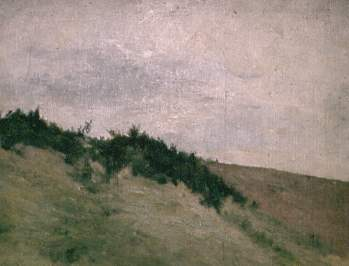
Étude vers 1889
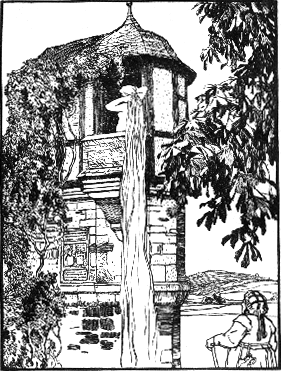
Tour de Rapunzel
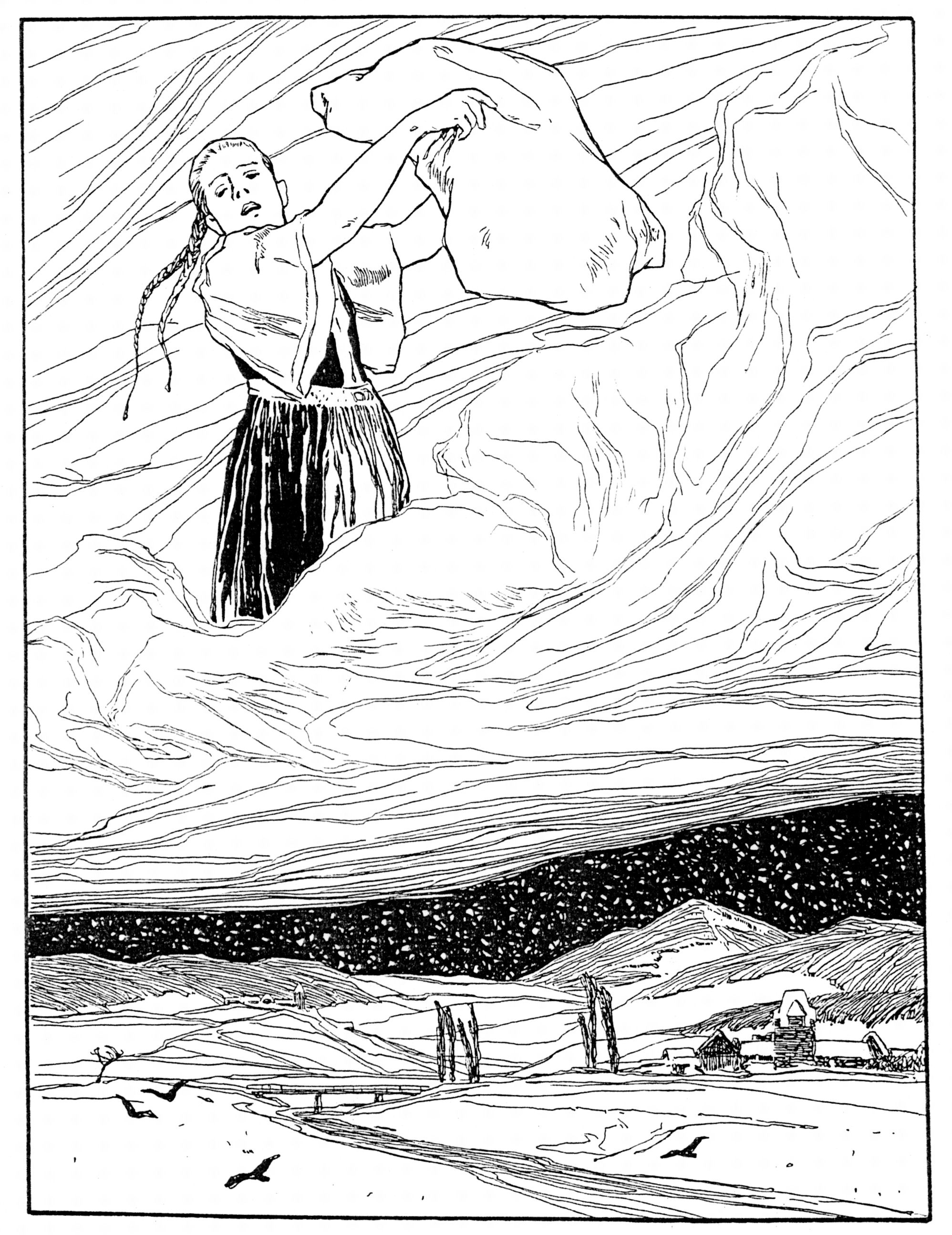
Hulda
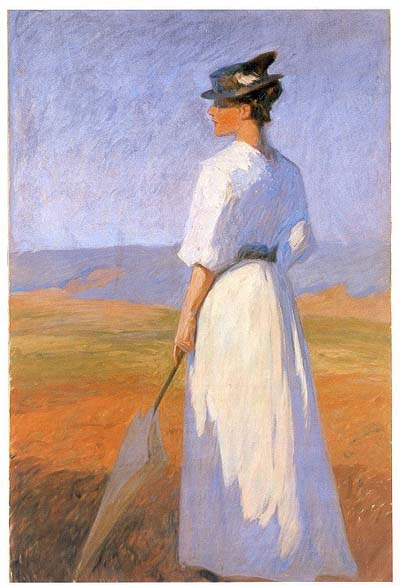
Femme en blanc